# Katrin Staffler

Katrin Staffler (2025)

Katrin Staffler (* 4. November 1981 in Dachau als Katrin Mair) ist eine deutsche Politikerin (CSU) und Biochemikerin. Seit 2017 ist sie Mitglied des Deutschen Bundestages und seit 2025 Bevollmächtigte der Bundesregierung für Pflege.

## Leben und Beruf
Katrin Staffler wuchs in Günding in der Gemeinde Bergkirchen im Landkreis Dachau auf. Nach dem Besuch des Ignaz-Taschner-Gymnasiums in Dachau und dem Abitur im Jahre 2001 begann sie ein Studium der Biochemie an der Technischen Universität München, welches sie 2004 mit dem akademischen Grad Bachelor of Science und 2006 mit dem Master of Science abschloss.
Nach Abschluss des Studiums arbeitete Staffler bis 2010 zunächst als wissenschaftliche Mitarbeiterin an der Technischen Universität München. Im Jahre 2010 wechselte sie anschließend in den Bereich Öffentlichkeitsarbeit mit dem Schwerpunkt Gesundheitswesen. Ab 2015 war sie bis zu ihrem Einzug in den 19. Deutschen Bundestag Pressesprecherin der HypoVereinsbank – UniCredit Bank AG in München.
Staffler ist verheiratet mit dem Lokalpolitiker Emanuel Staffler (ebenfalls CSU), der Erster Bürgermeister der Gemeinde Türkenfeld und Mitglied des Kreisrats des Landkreises Fürstenfeldbruck ist. Das Ehepaar hat ein Kind und lebt in Türkenfeld.

## Politischer Werdegang

### Partei
2007 trat Staffler sowohl in die Junge Union (JU), die Frauen Union (FU) als auch in die Christlich-Soziale Union in Bayern (CSU) ein. 2009 wurde sie Vorsitzende der Frauen Union Gröbenzell. Seit 2011 ist sie Mitglied im geschäftsführenden Vorstand des CSU-Bezirksverbandes Oberbayern. Sie war von 2019 bis 2023 Mitglied im CSU-Parteivorstand; auf dem CSU-Parteitag 2023 wurde sie nicht mehr in den Parteivorstand gewählt. Seit 2019 ist sie Vorsitzende des CSU-Kreisverbandes Fürstenfeldbruck. Von 2008 bis 2014 war Katrin Staffler Mitglied des Gemeinderates der Gemeinde Gröbenzell. Seit 2014 ist sie Kreisrätin des Landkreises Fürstenfeldbruck.

### Deutscher Bundestag
Im Herbst 2016 wurde sie als CSU-Direktkandidatin für den Bundestagswahlkreis Fürstenfeldbruck (Wahlkreis 215) nominiert. Seit der Bundestagswahl am 24. September 2017 gehört sie dem Deutschen Bundestag an. Im 19. Deutschen Bundestag war Staffler Vorsitzende der Projektgruppe 1 der Enquete-Kommission Berufliche Bildung in der digitalen Arbeitswelt und Obfrau der CDU/CSU-Bundestagsfraktion. Zudem gehörte sie als ordentliches Mitglied dem Ausschuss für die Angelegenheiten der Europäischen Union und dem Ausschuss für Bildung, Forschung und Technikfolgenabschätzung an. Sie war stellvertretendes Mitglied im Ausschuss für wirtschaftliche Zusammenarbeit und Entwicklung, sowie im Unterausschuss „Zivile Krisenprävention, Konfliktbearbeitung und vernetztes Handeln“.
Bei der Bundestagswahl 2021 verteidigte sie ihr Direktmandat im Wahlkreis 215. Sie erhielt 38,0 % der Erststimmen und die CSU 33,3 % der Zweitstimmen in ihrem Wahlkreis. Im 20. Deutschen Bundestag gehörte Staffler weiterhin dem Ausschuss für Bildung, Forschung und Technikfolgenabschätzung an. Seit 2022 ist sie stellvertretende Vorsitzende der CSU-Landesgruppe im Bundestag sowie fachpolitische Sprecherin für Innovation, Bildung und Forschung der CSU im Bundestag.
Bei der Bundestagswahl 2025 erreichte sie 42,6 % der Erststimmen im Bundestagswahlkreis Fürstenfeldbruck. Sie zog damit in den 21. Deutschen Bundestag ein. Sie ist stellvertretendes Mitglied im Ausschuss für Gesundheit sowie im Ausschuss für Bildung, Familie, Senioren, Frauen und Jugend.
Am 28. Mai 2025 ernannte das Bundeskabinett Katrin Staffler auf Vorschlag von Bundesgesundheitsministerin Nina Warken zur Bevollmächtigten der Bundesregierung für Pflege.

### Sonstige Ämter
Staffler ist Mitglied der überparteilichen Europa-Union Deutschland, die sich für ein föderales Europa und den europäischen Einigungsprozess einsetzt.